# Кубок Словаччини з футболу
Ку́бок Словаччини з футбо́лу (словац. Slovenský Pohár) — щорічне змагання професійних футбольних клубів Словаччини під егідою Словацького футбольного союзу. Переможець кубку отримує право виступити в Лізі Європи та зіграти з чемпіоном Словаччини у Суперкубку Словаччини.
В нинішньому форматі існує з 1993 року, а до того з 1960 року був частиною Кубка Чехословаччини, за форматом якого в фіналі зустрічалися переможець Кубку Чехії та Кубку Словаччини.

## Фінали
| Сезон   | Переможець               | Рахунок         | Фіналіст                    |
| ------- | ------------------------ | --------------- | --------------------------- |
| 1993/94 | Слован (Братислава)      | 2 – 1           | Татран (Пряшів)             |
| 1994/95 | Інтер (Братислава)       | 1 – 1, пен. 3–1 | ДАК 1904 (Дунайська Стреда) |
| 1995/96 | Хемлон (Гуменне)         | 2 – 1           | Спартак (Трнава)            |
| 1996/97 | Слован (Братислава)      | 1 – 0 ОТ        | Татран (Пряшів)             |
| 1997/98 | Спартак (Трнава)         | 2 – 0           | Кошице                      |
| 1998/99 | Слован (Братислава)      | 3 – 0           | Дукла (Банська Бистриця)    |
| 1999/00 | Інтер (Братислава)       | 1 – 1, пен. 4–2 | Кошице                      |
| 2000/01 | Інтер (Братислава)       | 1 – 0           | Ружомберок                  |
| 2001/02 | Коба (Сенець)            | 1 – 1, пен. 4–2 | Матадор (Пухов)             |
| 2002/03 | Матадор (Пухов)          | 2 – 1           | Слован (Братислава)         |
| 2003/04 | Артмедіа (Братислава)    | 2 – 0           | Стіл Транс (Личартовце)     |
| 2004/05 | Дукла (Банська Бистриця) | 2 – 1           | Артмедіа (Братислава)       |
| 2005/06 | МФК Ружомберок           | 0 – 0, пен. 4–3 | Спартак (Трнава)            |
| 2006/07 | «ВіОн» (Злате Моравце)   | 4 – 0           | Сенець                      |
| 2007/08 | Артмедіа (Петржалка)     | 1 – 0           | Спартак (Трнава)            |
| 2008/09 | МФК Кошице               | 3 – 1           | Артмедіа (Петржалка)        |
| 2009/10 | Слован (Братислава)      | 6 – 0           | Спартак (Трнава)            |
| 2010/11 | Слован (Братислава)      | 3 – 3, пен. 5–4 | Жиліна                      |
| 2011/12 | Жиліна                   | 3 – 2 ОТ        | Сениця                      |
| 2012/13 | Слован (Братислава)      | 2 – 0           | Жиліна                      |
| 2013/14 | МФК Кошице               | 2 – 1           | Слован (Братислава)         |
| 2014/15 | Тренчин                  | 2 – 2, пен. 3–2 | Сениця                      |
| 2015/16 | Тренчин                  | 3 – 1           | Слован (Братислава)         |
| 2016/17 | Слован (Братислава)      | 3 – 0           | Скалиця                     |
| 2017/18 | Слован (Братислава)      | 3 – 1           | Ружомберок                  |
| 2018/19 | Спартак (Трнава)         | 3 – 3, пен. 4:1 | Жиліна                      |
| 2019/20 | Слован (Братислава)      | 1 – 0           | Ружомберок                  |
| 2020/21 | Слован (Братислава)      | 2 – 1 ОТ        | Жиліна                      |
| 2021/22 | Спартак (Трнава)         | 2 – 1 ОТ        | Слован (Братислава)         |
| 2022/23 | Спартак (Трнава)         | 3 – 1 ОТ        | Слован (Братислава)         |
| 2023/24 | Ружомберок               | 1 – 0           | Спартак (Трнава)            |
| 2024/25 | Спартак (Трнава)         | 1 – 0           | Ружомберок                  |

## Досягнення клубів
| Клуб                     | Кількість | Роки                                                       |
| ------------------------ | --------- | ---------------------------------------------------------- |
| Слован (Братислава)      | 10        | 1994, 1997, 1999, 2010, 2011, 2013, 2017, 2018, 2020, 2021 |
| Спартак (Трнава)         | 5         | 1998, 2019, 2022, 2023, 2025                               |
| Інтер (Братислава)       | 3         | 1995, 2000, 2001                                           |
| МФК Петржалка            | 2         | 2004, 2008                                                 |
| МФК Кошице               | 2         | 2009, 2014                                                 |
| Тренчин                  | 2         | 2015, 2016                                                 |
| Ружомберок               | 2         | 2006, 2024                                                 |
| Жиліна                   | 1         | 2012                                                       |
| Дукла (Банська Бистриця) | 1         | 2005                                                       |
| Матадор (Пухов)          | 1         | 2003                                                       |
| Коба (Сенець)            | 1         | 2002                                                       |
| Хемлон (Гуменне)         | 1         | 1996                                                       |
| ВіОн (Злате Моравце)     | 1         | 2007                                                       |